# Norseman (Australia)
Norseman – miejscowość w południowej części stanu Australia Zachodnia, położona niemal dokładnie w połowie drogi między Perth a granicą ze stanem Australia Południowa (odległość od obu tych miejsc wynosi ok. 720 km). Największe skupisko ludzkie i zarazem ośrodek administracyjny hrabstwa Dundas. Liczy 857 mieszkańców (2006).
Miasteczko powstało w 1895 po tym, jak w jego okolicy odkryto złoża złota. Nazwa miejscowości pochodzi od imienia konia Lawrence'a Sinclaira, odkrywcy drogocennych złóż. Obecnie znajdują się tu m.in. szkoła średnia, lokalny szpital oraz bank. Norseman leży w strefie klimatu pustynnego. Średni roczny opad wynosi niespełna 289 mm. Średnia temperatura maksymalna waha się od 32,5 stopnia Celsjusza w styczniu do 17,4 stopnia w  czerwcu. Miejscowość stanowi zachodni kraniec ważnej trasy drogowej Eyre Highway.